# The Rise and Fall of Butch Walker and the Let’s-Go-Out-Tonites
The Rise and Fall of Butch Walker and the Let’s-Go-Out-Tonites — третий студийный альбом американского рок-музыканта Бутча Уокера. Он был выпущен 11 июля 2006 года на лейбле Epic Records. Название альбома является отсылкой к альбому Дэвида Боуи The Rise and Fall of Ziggy Stardust and the Spiders from Mars. Ведущим синглом альбома стала песня «Bethamphetamine (Pretty, Pretty)». Видеоклип на этот сингл с певицей Аврил Лавин в главной роли был вдохновлён историей немецкой писательницы Кристианы Ф. Те, кто предварительно заказал альбом в некоторых магазинах, получили бонус-трек «New York Minute» в формате mp3.
Альбом получил положительные отзывы критиков.

## Отзывы
| Оценки критиков | Оценки критиков |
| Источник        | Оценка          |
| --------------- | --------------- |
| Allmusic        | [ 1 ]           |
| PopMatters      | 8/10 link       |
| Sputnikmusic    | 3.5/5 link      |

Альбом получил положительные отзывы критиков.
В Allmusic отметили, что «пластинка получилась просто взрывной: от зажигательного политического рок-хита „Paid to Get Excited“ до кантри-песни „Rich People Die Unhappy“, от пышной баллады „This Is the Sweetest Little Song“ до бьющегося в бокалах шампанского лихорадочного сингла „Hot Girls in Good Moods“».

## Список композиций
Все треки написал Бутч Уокер.
| №   | Название                                              | Длительность |
| --- | ----------------------------------------------------- | ------------ |
| 1.  | «Oooh... Aaah...»                                     | 0:22         |
| 2.  | «Hot Girls in Good Moods»                             | 3:45         |
| 3.  | «Ladies and Gentlemen... "The Let's Go Out Tonites!"» | 3:44         |
| 4.  | «Bethamphetamine (Pretty, Pretty)»                    | 3:09         |
| 5.  | «Too Famous to Get Fully Dressed»                     | 3:04         |
| 6.  | «We're All Going Down»                                | 4:16         |
| 7.  | «Dominoes»                                            | 3:58         |
| 8.  | «Paid to Get Excited»                                 | 3:00         |
| 9.  | «Song Without a Chorus» (при участии Пинк)            | 2:37         |
| 10. | «The Taste of Red»                                    | 4:06         |
| 11. | «Rich People Die Unhappy»                             | 2:29         |
| 12. | «This Is the Sweetest Little Song»                    | 4:14         |
| 13. | «When Canyons Ruled the City»                         | 4:44         |

| №   | Название           | Длительность |
| --- | ------------------ | ------------ |
| 14. | «New York Minute»  | 3:08         |
| 15. | «Live and Let Die» | 3:14         |